# 高城元 (官僚)
高城 元（たかぎ はじめ、1909年1月4日 - 1989年11月15日）は、日本の官僚、経営者。商工組合中央金庫理事長を務めた。東京都出身。

## 経歴
1932年に東京帝国大学経済学部経済学科を卒業し、高文行政科にも合格。通商産業省東京通産局長、日本商工会議所、東京商工会議所各専務理事を経て、1967年11月から1975年11月までに商工組合中央金庫理事長を務めた。1976年には日刊工業新聞社社長に就任し、1978年12月に会長を経て、1980年には相談役に退いた。
1972年9月に藍綬褒章を受章し、1979年5月に勲二等瑞宝章を受章。
1989年11月15日老衰のために死去。80歳没。